# Life In Technicolor II

Life in Technicolor II, stylisé Life in Technicolor ii, est une chanson du groupe de rock alternatif Coldplay. C'est le premier single de l'album publié en 2008 Prospekt's March. Il s'agit de la version complète et vocale de la chanson instrumentale "Life in Technicolor", du quatrième album studio de Coldplay, Viva la vida or Death and All His Friends. Un CD promo de cette chanson est sorti en décembre 2008. Le single officiel est sorti le 2 février 2009 sur vinyle 7" et en version numérique téléchargeable. Le single inclus la piste inédite "The Goldrush", l'une des seules chansons chanté par le batteur Will Champion. La chanson a été nommée pour deux Grammy Awards lors de la 52e édition : "Meilleure performance rock en duo ou en groupe avec une partie vocale" et "Meilleur clip vidéo".
"Life in Technicolor ii" débute avec une boucle musicale joué sur un santour accompagné d'un instrument à percussion ressemblant à une tabla. Cette boucle est répétée pendant les couplets et une partie des chœurs.

## Clip vidéo

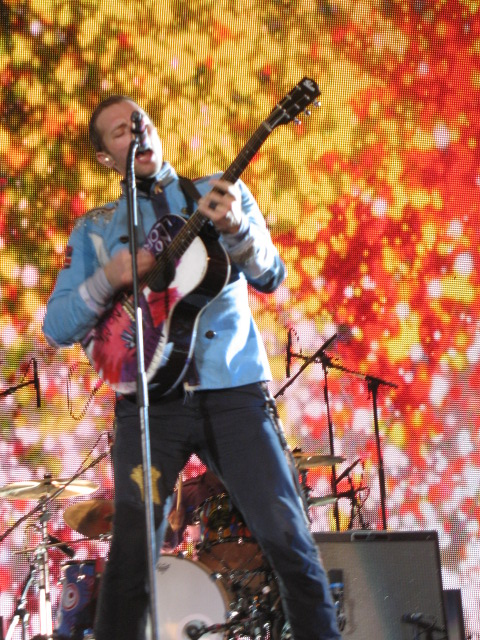
Coldplay interprètent "Life in Technicolor ii" au Parque Simon Bolivar à Bogota en Colombie le 4 mars 2010.

Le clip vidéo a été montré pour la première fois sur 4music et Channel 4 le 20 janvier 2009. La vidéo démarre sur des enfants assis, assistant à un spectacle de marionnettes Punch et Judy. Les personnages sont alors remplacés par des marionnettes représentant des membres du groupe. Le spectacle devient de plus en plus extravagant, finissant avec des effets pyrotechniques et le frontman Chris Martin porté en slam par les enfants. À la fin, les membres du groupe embarquent dans un mini-hélicoptère qui traverse la fenêtre pour sortir de la maison. James Clarkson et Phil Harvey, le cinquième membre non officiel du groupe peut être aperçu dans la vidéo.
Le réalisateur de la vidéo est Dougal Wilson. Le clip a été nommé dans la catégorie "Meilleure direction artistique pour une vidéo" et "Meilleurs effets visuels dans une vidéo" aux UK Music Video Awards en 2009.

## Utilisations de la chanson
| Année     | Événement                                                                                         |
| --------- | ------------------------------------------------------------------------------------------------- |
| 2008      | Apple l'utilise pour la présentation de son MacBook Air                                           |
| 2008/2009 | Couverture du "Ford Super Sunday" par la chaîne Sky Sports (ainsi que dans le "Match of the Day") |
| 2009      | Film La nuit au musée 2 (scène finale)                                                            |
| 2009      | Great Yarmouth Hippodrome Circus                                                                  |
| 2009      | "NFL Scouting Combine" et "NFL Draft"                                                             |
| 2009      | Ouverture des EPSY Awards                                                                         |
| 2009      | Spectacle 4D Expérience de la grande roue de Londres                                              |
| 2013      | Publicité pour Wimbledon sur la chaîne ESPN                                                       |

## Liste des pistes
| 1. | Life in Technicolor ii                              | 4:05 |
| 2. | Life in Technicolor ii (Live à l'O2 Arena, Londres) | 3:36 |
| 3. | The Goldrush                                        | 2:29 |

| 1. | Life in Technicolor II (Radio edit) | 3:12 |

| 1. | Life in Technicolor II (Pop edit)     | 3:14 |
| 2. | Life in Technicolor II (Radio edit)   | 3:37 |
| 3. | Life in Technicolor II (Instrumental) | 4:06 |

| 1. | Life in Technicolor II (Radio edit)   | 3:37 |
| 2. | Sans titre (Prospekt's March version) | 4:05 |

7" vinyle
A. "Life in Technicolor II" – 4:05
B. "The Goldrush" – 2:29

## Classement
| Classements(2009)                 | Position maximum |
| --------------------------------- | ---------------- |
| Australian Singles Chart          | 63               |
| Austrian Singles Chart            | 53               |
| Belgian (Flanders) Singles Chart  | 39               |
| Dutch Top 40                      | 15               |
| Irish Singles Chart               | 29               |
| Japan Hot 100 Singles             | 23               |
| Swiss Singles Chart               | 39               |
| UK Singles Chart                  | 28               |
| U.S. Billboard Modern Rock Tracks | 21               |